# Поведенческая иммунная система
Поведенческая иммунная система (англ. behavioral immune system, BIS) — набор психологических и поведенческих механизмов, позволяющих человеку, с одной стороны, опознать инфекции, вредные вещества или вызывающих болезни паразитов, с другой — проявить профилактическое поведение для предотвращения заболеваний, в частности, избежать контакта с этими объектами. Термин предложен психологом Марком Шаллером.
Эмоция отвращения играет центральную роль в функционировании поведенческой иммунной системы. Наиболее эффективными активаторами BIS являются внешние стимулы, напоминающие вещества, передающие заболевания (например, рвота, моча, фекалии, гной и кровь).

## Описание
Живые организмы подвергаются риску контакта с паразитами, биомасса которых в некоторых экосистемах соперничает с хищниками. Паразитарные вирусы, бактерии, простейшие, нематоды, гельминты и членистоногие живут в прочных отношениях со своими хозяевами, от которых они привлекают энергию, жилье, транспорт и репродуктивные возможности. Они наносят ущерб своему хозяину, производя токсины, манипулируя поведением в своих целях и распространяясь на род и общину. Живые организмы имеют механизмы для защиты от повреждения паразитами, включая ряд физиологических барьеров и сложную иммунную систему. Помимо этих физиологических защит они также предохраняют себя от инфекции посредством поведения, которое функционирует как «поведенческая иммунная система».
Поведение, связанное с избеганием патогенов, является универсальным для всех культур, при этом все общества демонстрируют индивидуальное и групповое поведение, имеющее отношение к гигиене. Оно включает в себя очистку тела, жилища и мест совместного использования, избегание тесного контакта или обмена физическими жидкостями с другими (с исключениями для родственников) и избегание вредных, загрязненных или незнакомых продуктов.
Основная функция поведенческой иммунной системы заключается в том, чтобы побудить людей избегать потенциальные источники загрязнения. Один из потенциальных источников — это другие люди, особенно члены незнакомых групп.
Внешние стимулы, напоминающие вещества, передающие заболевания (например, рвота, моча, фекалии, гной и кровь), являются особенно эффективными активаторами BIS. В ответ на такие стимулы BIS активирует адаптивные реакции, в том числе аффективные (отвращение), когнитивные (мысли о загрязнении) и поведенческие (избегание), то есть побуждает людей избегать ситуаций, которые могут привести к загрязнению. У разных людей BIS проявляется в разной степени.
Поскольку избегать всего, что может переносить патогены, невозможно, люди выбирают компромисс между потенциальными издержками контакта с патогенами, и издержками, связанными с избеганием отвращения. Например, голодный человек может выбрать употребление несвежего мяса.
Некоторые сексуальные действия или партнёры также вызывают отвращение. Поскольку половой акт влечет за собой потенциальное воздействие патогенов, гомосексуальный контакт, секс с детьми или пожилыми, может подвергнуть человека воздействию патогенов, не предоставляя возможности для размножения. Идея сексуального контакта с такими партнёрами вызывает сексуальное отвращение, но простой физический контакт между членами семьи не избегается, несмотря на то, что родственный сексуальный контакт — инцест — вызывает сексуальное отвращение.
Предполагается, что механизмы, которые составляют поведенческую иммунную систему, развились как первая линия защиты от болезнетворных патогенов.

## Cексуальное поведение
Представители сексуальных меньшинств с низким социальным статусом часто вызывают отвращение, и исследования показали, что отвращение может быть связано с анти-ЛГБТ-позицией. Эмоция отвращения играет центральную роль в функционировании поведенческой иммунной системы. В контексте сексуальных предрассудков эксперименты Нойберга и его коллег (1994) показали, что мужчина, представленный как гетеросексуал, оценивался отрицательно, когда рассматривался с другом, представленным геем. То есть стигматизация гея загрязнила восприятие гетеросексуала. В то же время гей не был дестигматизирован таким контактом с гетеросексуалом. Некоторые специалисты трактуют это так: поведенческая иммунная система может быть активирована людьми, которые кажутся «странными», потому что они не соответствуют общепринятым нормам, включающим нормы сексуальных практик, гигиены и приготовления пищи. Геи ассоциируются с ВИЧ/СПИДом и могут восприниматься как представляющие риск заражения из-за этой связи. При этом авторы некоторых публикаций высказывают точку зрения, что контакт с геями снижает сексуальное предубеждение и предполагают, что образование является ключом к искоренению стереотипов и предрассудков в отношении геев.

## Социальные взаимодействия
BIS влияет на социальные взаимодействия и межгрупповые отношения. Отвращение коррелирует с предубеждением по отношению к гомосексуальным людям, кроме того, поведенческая иммунная система способствует ксенофобии и этноцентризму. Теоретически, имеющие более сильную BIS индивидуумы больше поддерживают социально консервативные ценности. Таким образом, BIS может регулировать социальные отношения, поощряя системы ценностей, которые защищают людей от членов внешних групп, представляющих угрозу заражения.
Моральное отвращение часто вызвано нарушениями сексуальных норм или финансовым обманом. Эта форма отвращения помогает людям избегать санкций со стороны членов своей группы и координировать наказание нарушающих нормы. В этом случае проявляется не физическое избегание а социальное дистанцирование.